# Lacoste

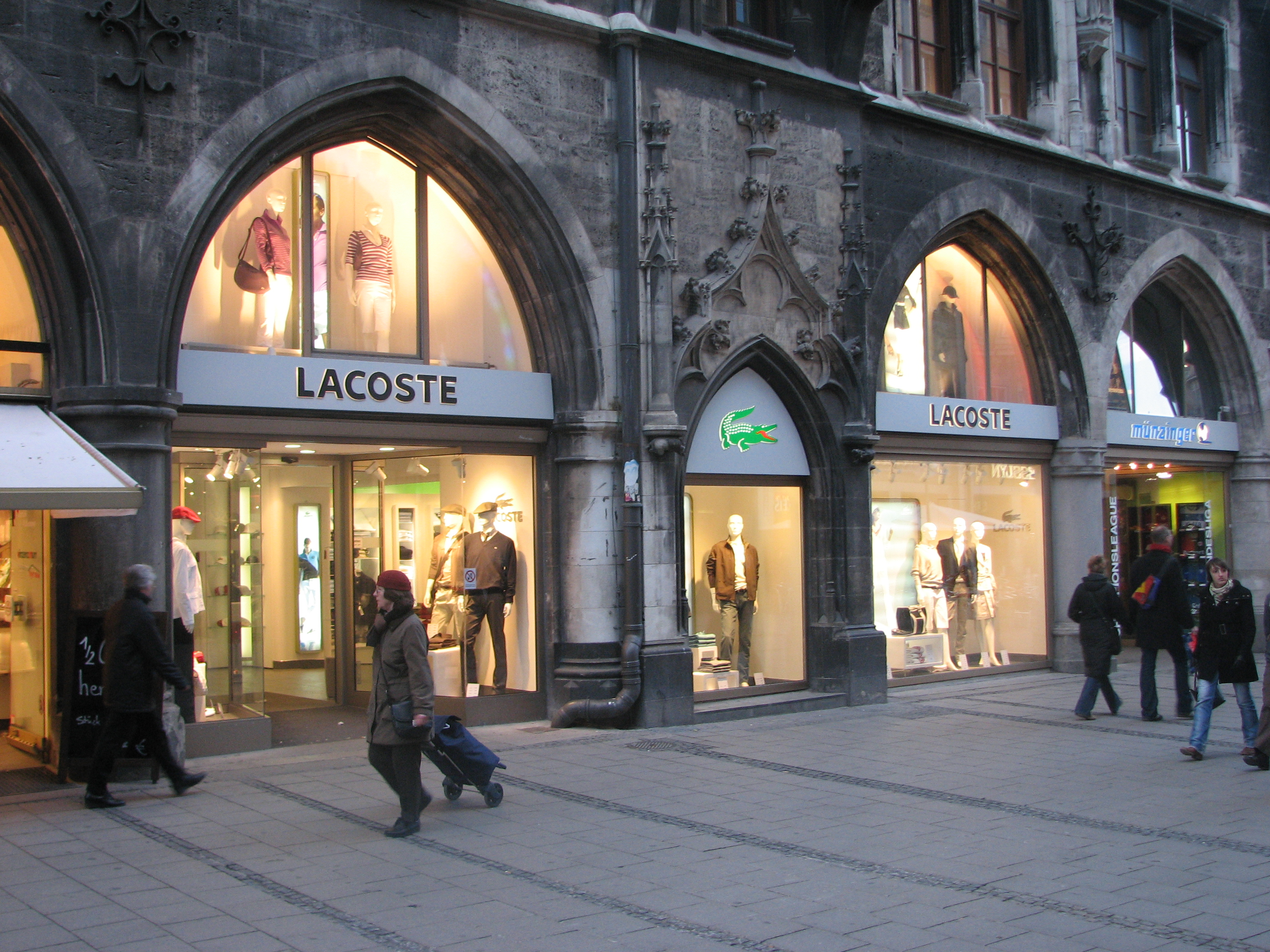
Ehemalige Lacoste-Boutique in München 2008

Die LACOSTE S.A. (früher: La Chemise LACOSTE S.A.) ist die Holding-Gesellschaft der international bekannten französischen Bekleidungsmarke Lacoste. Sie ist im Besitz des Schweizer Handelskonzerns Maus Frères Holding zu dem auch die Modemarke GANT gehört.
Die Holding bestimmt die strategische Ausrichtung der Marke Lacoste und wacht über deren Image sowie die Vergabe weltweiter Lizenzen. Unter dem Markennamen Lacoste werden Kleidung, Schuhe, Parfüm, Lederwaren, Brillen, Haushaltstextilien, Uhren, Schirme und andere diverse Accessoires im oberen Mittelpreissegment vertrieben. Das Markenzeichen von Lacoste ist ein stilisiertes Krokodil, das zu den bekanntesten Logos der Welt gehört. Das Unternehmen ist weltweit tätig. Seit Ende 2012 ist das ehemalige Familienunternehmen Lacoste in der Hand der schweizerischen Maus Frères Holding aus Genf, die sich bereits ab Ende der 1990er-Jahre als Minderheitsaktionär an Lacoste beteiligt hatte.

## Unternehmensgeschichte

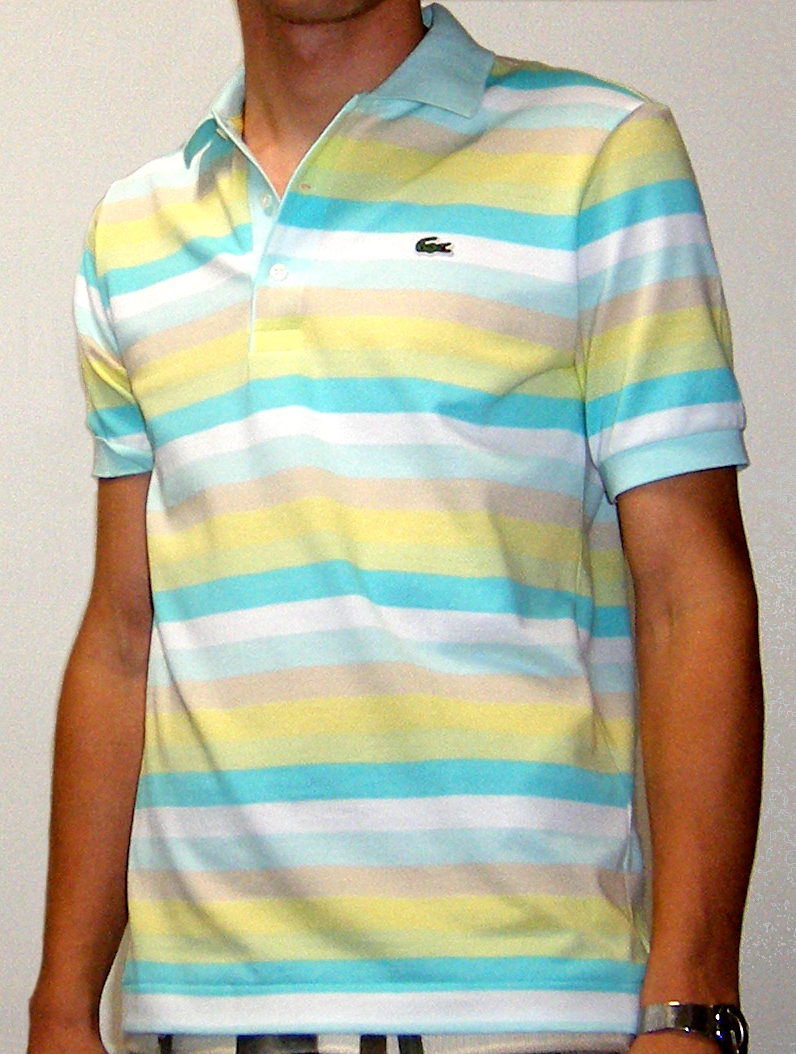
Ein Lacoste-Tennisshirt der Frühjahrskollektion 2006

### René Lacoste
Lacoste wurde von dem erfolgreichen französischen Tennisspieler René Lacoste (1904–1996) – einem mehrfachen French-Open-, Wimbledon- und US-Open-Gewinner – gegründet. Das wahrscheinlich bekannteste Kleidungsstück von Lacoste ist das Polohemd, das Lacoste 1927 zunächst für den eigenen Bedarf als Tennishemd entwarf. Bis dahin wurde in normalen weißen Oberhemden samt weißem Blazer Tennis gespielt. Die Lacoste-Polohemden hatten den eindeutigen Vorteil, dass sie durch den speziell entwickelten Rippenstoff (Jersey Petit Piqué) luftiger als die anderen Hemden waren. Das erste Polohemd von Lacoste war wie die Tennishemden natürlich weiß. Dieses Polohemd ist auch als „L 12.12“ bekannt, eine Codierung, die das Unternehmen als „L“ für Lacoste, „1“ für den neuartigen Piqué-Stoff, „2“ für die kurzärmelige Version und „12“ für das von René Lacoste ausgewählte Mustermodell erklärt.
Dass René Lacoste als Unternehmenslogo ein Krokodil wählte, hängt mit einer Begebenheit im Jahr 1923 zusammen. Sein Tennis-Teamkollege und Davis-Cup-Kapitän Pierre Gillou hatte René Lacoste bei einem Schaufensterbummel in Boston einen Koffer aus Alligatorenleder versprochen, falls dieser das am selben Nachmittag abgehaltene Tennismatch gewänne. Obwohl Lacoste die Partie verlor, haftete von nun an der Spitzname „Das Krokodil“ an ihm, den die amerikanische Presse mit Bezug auf das Koffer-Versprechen lanciert hatte. Dabei wurden sinnbildlich die kämpferischen und zähen Eigenschaften eines Krokodils auf René Lacostes exzellentes Tennisspiel übertragen. Lacoste ließ sich daraufhin ein mittelgroßes grünes Stoffabzeichen in Form eines Krokodils in Brusthöhe an seine Tenniskleidung nähen.
Als Lacoste 1933 eine Kooperation mit dem französischen Strickwarenhersteller André Gillier (1882–1935) zwecks Massenfertigung der Polohemden einging, wurde La Chemise Lacoste offiziell als Markenname eingetragen. Somit gilt 1933 als das Gründungsjahr des Unternehmens. 
Aus Anlass der neunzigjährigen Partnerschaft (1933 – 2023) des Roland-Garros-Tennisturniers mit dem Unternehmen des mehrfachen Siegers René Lacoste, vereinbarten die French Open mit der staatlichen französische Münzprägeanstalt. Monnaie de Paris, eine 10-Euro-Silbermünze zu prägen, auf der ein Tennisspieler und ein Krokodil zu sehen sind, die auch für die Münzwürfe beim Turnier 2023 verwendet wurde, mit denen die Seitenwahl und das Recht des ersten Aufschlagsspiels ausgelost wurde.
Die Firma Établissements Gillier wurde schließlich 1961 von dem Textilkonzern Devanlay-Recoing (heute: Devanlay S.A.) des Industriellen Pierre Lévy (1907–2002) übernommen. Im gleichen Jahr wurden Lacoste-Artikel erstmals auf dem deutschen Markt verkauft.
Lacoste war die erste Bekleidungsfirma, die ihr Logo gut sichtbar auf den Kleidungsstücken anbrachte. Das Lacoste-Krokodil wird dabei wie ein Abzeichen aufgenäht, im Gegensatz zu Hemden von Herstellern wie Ralph Lauren oder Fred Perry, wo das Logo eingestickt ist.
1952 ging Lacoste mit dem US-amerikanischen Bekleidungshersteller David Crystal Co. aus New York City, der die Sportswearmarke Izod besaß, ein Lizenzabkommen ein. Exklusiv für den amerikanischen Markt wurde damit die eigenständige Marke Izod Lacoste geschaffen, weshalb in Amerika noch heute das Krokodillogo mitunter mit der Marke Izod in Verbindung gebracht wird. Die Marke entwickelte nach Anfangsschwierigkeiten eine große Anhängerschaft im mittelpreisigen Preppy-Segment, begünstigt durch prominente Träger wie etwa John F. Kennedy. Dieser Trend ließ erst Anfang der 1990er Jahre nach, weshalb die Marken Izod und Lacoste in den USA schließlich getrennt, 1993 das Lizenzabkommen beendet und 1995 Izod an Phillips-Van Heusen verkauft wurde. Seit 1993 wird der Lacoste-Markenauftritt in Nordamerika wieder von der französischen Lacoste S.A. gesteuert, und seit spätestens 2000 ist die Marke Lacoste auch in den USA wieder im oberen Mittelpreissegment angesiedelt.

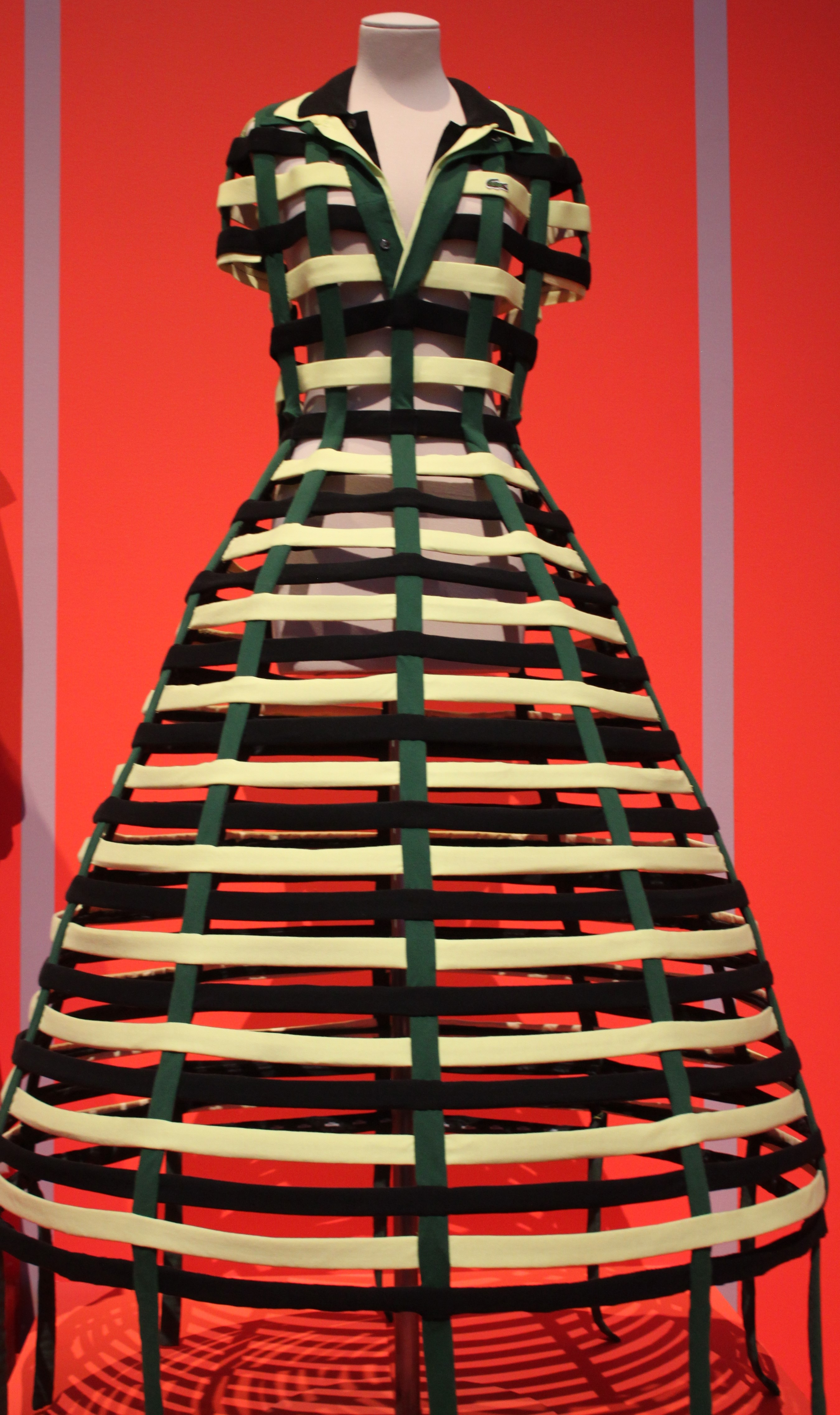
Robe Lacoste.

1958 wurde ein leichter Tennisschuh von Lacoste auf den Markt gebracht und erstmals Kinderbekleidung angeboten. 1961 ließ sich René Lacoste den Kragen seines Poloshirts patentieren, und 1968 lancierte er das erste Lacoste-Parfüm, Eau de Sport, in Zusammenarbeit mit Jean Patou. Lacoste-Bekleidung veränderte über die Jahre die traditionelle Tennisbekleidung: Baumwoll-Blousonjacke (1966), Baumwoll-Cardigan (1969), Polo-Kleid (1969). 1969 wurden erstmals Lacoste-Ledertaschen offeriert. 1981 wurde das erste Lacoste-Ladengeschäft auf der Avenue Victor Hugo in Paris eröffnet. Im gleichen Jahr wurde das Sortiment um Sonnenbrillen, Handtücher und Bademäntel erweitert. Die ersten amerikanischen Lacoste-Boutiquen öffneten ab 1995 in Palm Beach, Bal Harbour und New York City ihre Türen.

### Nachfolge
Von 1963 bis 2005 wurde das Unternehmen von René Lacostes Sohn Bernard Lacoste (1931–2006) geleitet, bis dieser die Geschäftsführung aus gesundheitlichen Gründen abgeben musste. Von September 2005 bis Anfang 2008 leitete Bernards Bruder Michel Lacoste (* 1944) das Unternehmen. Er war bis 2012 Präsident der Lacoste-Gruppe. CEO von Lacoste war ab 2008 als erstes Nicht-Mitglied der Lacoste-Familie der Franzose Christophe Chenut (* 1961). Devanlay wurde ab 2009 von dem Spanier José Luis Duran, einem ehemaligen Vorstandsvorsitzenden von Carrefour, geleitet, welcher auf den vormaligen Devanlay-CEO, Guy Latourette (* 1944), folgte.
Der Kreativ-Direktor und Chef-Designer der Marke Lacoste war von 2010 bis 2018 der Portugiese Felipe Oliveira Baptista. Diesen Posten hatten zuvor Christophe Lemaire (2000–2010, danach zu Hermès), Gilles Rosier (1996–1999, danach zu KENZO), Guy Paulin (1986–1996) und ab 1970 Ruben Torres inne. Auf Baptista folgte im Oktober 2018 die ehemalige Joseph-Designerin Louise Trotter, die seither den Fokus auf Konfektionsbekleidung legt. Sie trat Anfang 2023 zurück. Lacoste erklärte, den Posten nicht neu zu besetzen, sondern einem Team zu übergeben.

## Unternehmensdaten

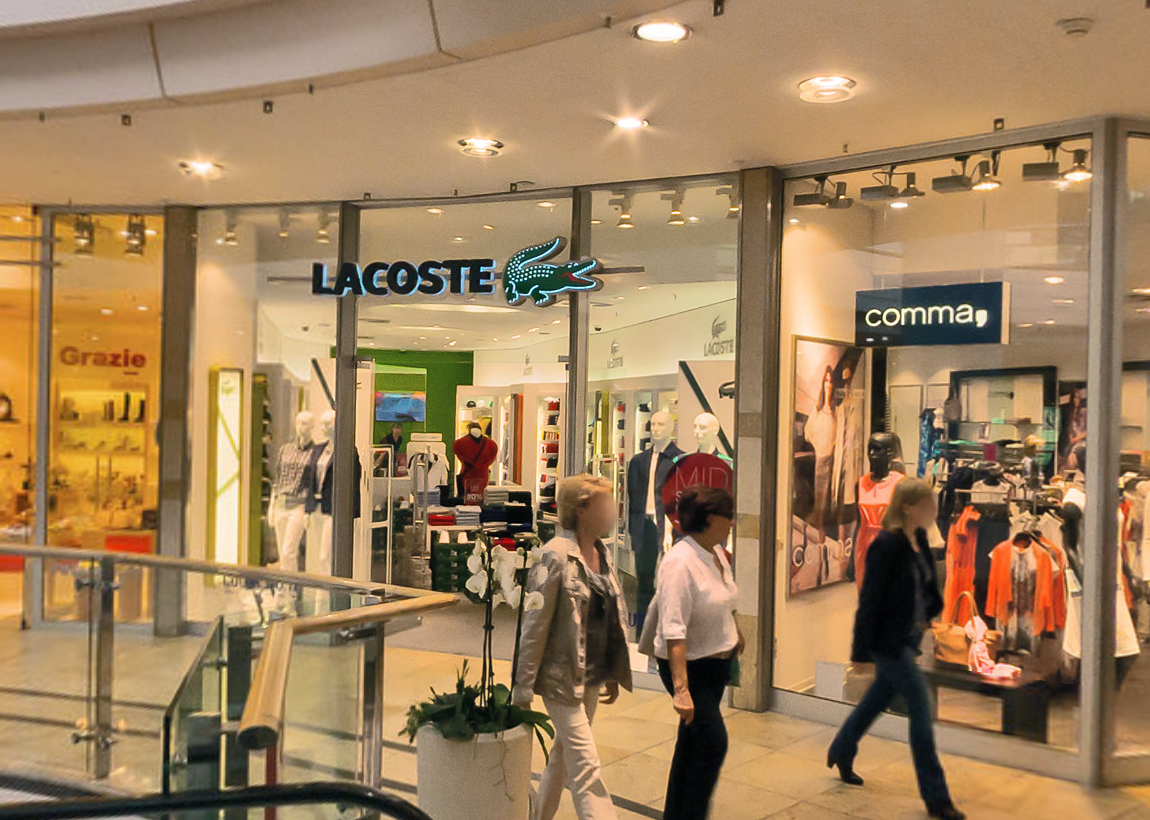
Store in der Altmarkt-Galerie (Dresden)

1998 erwarb der Schweizer Einzelhandelskonzern Maus Frères 90 % der Anteile von Devanlay. Damit ging eine weltweite Expansion und Verjüngung der Marke Lacoste einher, welche bis in die 1990er Jahre als „schlafender Riese“ gegolten hatte. Im Jahr 2013 feierte Lacoste 80-jähriges Bestehen. Zu diesem Anlass lud Lacoste acht traditionsreiche französische Firmen ein, ein limitiertes Jubiläumsprodukt für Lacoste zu gestalten: Baccarat (Kristallvase), Bernardaud (Golf-Tees), Boucheron (Krokodil-Broschen), Christofle (Golfschläger aus Silber), Fauchon (Éclairs), Goyard (Reisetasche), Hermès (Tennistasche aus Krokodilleder), S.T. Dupont (Schreibwarenset).
Hauptlizenznehmer und Vertragspartner im Bereich Bekleidung ist seit Gründerzeiten (als Nachfolgeunternehmen der Établissements Gillier) die Devanlay S.A. mit Sitz in Paris und Troyes, die sich seit 1998 zu 90 % im Besitz der schweizerischen Maus Frères Holding befindet. Der Lacoste S.A. gehörten bis 2012 die übrigen 10 % der Anteile von Devanlay. Devanlay wiederum hielt einen 35%igen Anteil an der Lacoste S.A.; die übrigen 65 % waren bis 2012 im Besitz der Familie Lacoste. Ende 2012 übertrug Michel Lacoste aufgrund von Familienstreitigkeiten einen 30-%-Anteil am Unternehmen Lacoste an die Maus Frères S.A., wodurch das Schweizer Unternehmen über Devanlay mit 65 % der Anteile Mehrheitsaktionär bei Lacoste wurde. Michel Lacoste hatte zuvor auf Drängen seiner Kinder Sophie und Philippe Lacoste seinen Posten als Präsident der Lacoste-Gruppe räumen müssen, der im Anschluss mit Sophie Lacoste besetzt wurde. Nach dem Verkauf der Anteile von Michel Lacoste sah sich auch Sophie Lacoste im Oktober 2012 genötigt, einen Anteil am Unternehmen Lacoste – zu diesem Zeitpunkt mit einer Milliarde Euro bewertet – in Höhe von knapp 28 % an Maus Frères zu verkaufen. Das Genfer Unternehmen hielt damit über 93 % der Anteile an Lacoste und kündigte an, auch die restlichen Aktien aufzukaufen. Anfang 2013 wurde José Luis Duran als Nachfolger von Christophe Chenut CEO der Lacoste SA. Mit Sophie Lacoste Dournel und deren Cousine Béryl Lacoste Hamilton sitzen weiterhin zwei Mitglieder der Lacoste-Familie im Aufsichtsrat des Unternehmens.
Der Gesamtumsatz des Unternehmens lag 2010 bei 1,4 Mrd. Euro, wobei 60 % hiervon auf Bekleidung und Textilien entfielen. Im Geschäftsjahr 2011 wurden mit einem Gesamt-Umsatz von 1,6 Mrd. Euro die besten Umsatzzahlen in der bisherigen Firmengeschichte von Lacoste erzielt. Im Jahr 2010 betrieb Lacoste in Deutschland 38 Boutiquen (zur Hälfte von Partnern betrieben); weltweit sind es mehr als 1100 Boutiquen. Das erste deutsche Lacoste-Geschäft war 1989 in Hamburg eröffnet worden. In Deutschland kommen überdies fast 100 Lacoste-Verkaufsflächen in anderen Kaufhäusern hinzu. Die Verkaufszahlen von Lacoste liegen bei um die 48 Millionen Artikel jährlich. Die Kleidung von Lacoste wird zum Teil noch in Frankreich bei Troyes produziert – hierzu zählt hauptsächlich die „Made in France“-Kollektion, wobei ein Großteil und die ebenfalls in Lizenz produzierten Schuhe fast ausschließlich in Nordafrika und Asien hergestellt werden. Für den US-amerikanischen Markt besteht ein Fertigungswerk in Peru.
Das Unternehmen führt seit Jahren einen Kampf gegen Hersteller gefälschter Lacoste-Ware. Seit 2008 setzt sich Lacoste unter dem Slogan „Save our logo“ (dt.: schützt unser Logo) für bedrohte Arten von Krokodilen, Alligatoren, Kaimanen etc. ein. Darüber hinaus ist Lacoste im Bereich Sport-Sponsoring, besonders im Tennis-Segment, tätig.

## Lizenzen
Die Lacoste S.A. produziert selbst keine Ware, sondern vergibt stattdessen zahlreiche Lizenzen an verschiedene Herstellerfirmen für die unterschiedlichen Produkte im Portfolio der Marke.
- Bekleidung und Lederwaren – Devanlay S.A. (Für Deutschland hält die Kölner Yello Sport GmbH eine Lizenz; die Lederwarenlizenz lag bis 2010 bei Samsonite)
- Schuhe – Pentland Group
- Parfüm – Coty Inc.
- Brillen – Marchon
- Uhren – Movado
- Heimtextilien – Zucchi
- Schmuck – GL Bijoux Group
- und weitere

## Kollektionen
- Lacoste – sportliche Hauptkollektion für Damen, Herren und Kinder mit Bekleidung, Accessoires, Lederwaren, Parfüm, Uhren und Schuhen im oberen Mittelpreissegment
- Lacoste L!VE – modische Damen- und Herren-Kollektion für ein jüngeres Publikum mit Bekleidung, Parfüm und Accessoires sowie eigenen Ladengeschäften (seit 2010 die Ersatz-Linie für die ursprünglich 2008 etablierte Lacoste RED! Kollektion)
- Lacoste Sport – Sportmode und -Accessoires für Damen, Herren und Kinder, jeweils für die Bereiche Tennis, Golf und andere Sportarten
- Lacoste Home – im Jahr 2000 lancierte Heimartikel-Kollektion mit Bettwäsche, Handtüchern, Bademänteln etc.